# Collyridini
Tribu
Synonymes
- Collyridini Brullé, 1834
- Collyriens Brullé, 1834

Sous-tribus de rang inférieur
- Collyridina Brullé, 1834
- Tricondylina Naviaux, 1991

Les Collyridini forment une tribu de coléoptères de la famille des Carabidae et de la sous-famille des Cicindelinae. 